# Valle Avanzana - Fuscello
Valle Avanzana - Fuscello este o arie protejată (arie specială de conservare — SAC, sit de importanță comunitară — SCI) din Italia întinsă pe o suprafață de 1.151 ha, integral pe uscat.

## Localizare
Centrul sitului Valle Avanzana - Fuscello este situat la coordonatele 42°32′49″N 12°51′31″E / 42.546944°N 12.858611°E.

## Înființare
Situl Valle Avanzana - Fuscello a fost declarat sit de importanță comunitară în iunie 1995 pentru a proteja 4 specii de animale. Situl a fost protejat și ca arie specială de conservare în decembrie 2016.

## Biodiversitate
Situată în ecoregiunea mediteraneană, aria protejată conține 1 habitat natural: Pajiști uscate seminaturale și facies de acoperire cu tufișuri pe substraturi calcaroase (Festuco-Brometalia) (* situri importante pentru orhidee).
La baza desemnării sitului se află mai multe specii protejate:
- păsări (1): șoim călător (Falco peregrinus)
- amfibieni (2): Bombina pachypus, Salamandrina terdigitata
- nevertebrate (1): Euplagia quadripunctaria

Pe lângă speciile protejate, pe teritoriul sitului au mai fost identificate 1 specie de reptile.